# Provinz Cuanza Norte
Cuanza Norte (auch Kwanza-Norte) ist eine Provinz des afrikanischen Staates Angola. Die Provinz ist nach dem Fluss Cuanza benannt.

## Lage und Geografie
Die Provinz Cuanza Norte liegt nördlich des Flusses Cuanza und etwa 100 km östlich der Hauptstadt Luanda. Sie grenzt im Norden an die Provinz Uíge, im Osten an Malanje, im Süden an Cuanza Sul sowie im Westen an Bengo.
In Cuanza Norte befinden sich die größten noch verbliebenen Reste tropischen Regenwaldes in Angola. Der Rest der Provinz ist mit Feuchtsavanne bedeckt. Die wichtigsten Flüsse sind der Cuanza, welcher die Südgrenze bildet, sowie der Lucala und der Bengo.

## Bevölkerung
Die Provinz Cuanza Norte hatte beim Zensus 2014 443.400 Einwohner. Die Schätzung für 2019 beträgt 510.000 Einwohner. Die Bevölkerung gehört im Norden dem Volk der Bakongo an, im Süden dem der Ambundu. Sie steht seit dem 17., besonders aber seit dem 19. Jahrhundert unter portugiesischem Einfluss. Sie ist zum großen Teil römisch-katholisch, aber unter den Bakongo gibt es einen starken Anteil von Baptisten. unter den Ambundu von Methodisten.

## Verwaltung
Die Provinz Cuanza Norte hat eine Fläche von 24.110 km². Die Hauptstadt ist N’dalatando, im Kreis Cazengo.
Die Provinz ist in 13 Kreise (Municípios) mit insgesamt 36 Gemeinden (Comunas) strukturiert.
Die Kreise der Provinz Cuanza Norte sind:
- Ambaca
- Banga
- Bolongongo
- Cambambe
- Cazengo
- Golungo Alto
- Gonguembo
- Lucala
- Quiculungo
- Samba Cajú

## Wirtschaft
Wichtige landwirtschaftliche Produkte von Cuanza Norte sind Holz, Kaffee, Baumwolle und verschiedene Südfrüchte. Ebenfalls bedeutend ist die Viehhaltung. Vorhandene mineralische Ressourcen sind Diamanten sowie Kupfer- und Eisenerze. Der Cuanza wird zur Energiegewinnung aus Wasserkraft genutzt.
Die wichtigsten Hauptverkehrsstraßen Angolas kreuzen sich in Cuanza Norte. Die Straße von Luanda nach Huambo führt durch den Westen der Provinz, bei Dondo zweigt die Straße in Richtung Malanje und weiter bis Luena in den Copperbelt um Lubumbashi ab. Die Hauptstraße nach Kinshasa beginnt in Lucala. Außerdem durchquert die  Luandabahn nach Malanje die Provinz im südlichen Teil.